# Carol Castro
Carolina Osório de Castro, née le 10 mars 1984 à Rio de Janeiro, est une actrice de télévision et de cinéma brésilienne.
En 2013 elle participe à Dança dos Famosos, la version brésilienne de Danse avec les stars. Elle termine à la 1re place.

## Filmographie

### Télévision
- 2003 : Mulheres Apaixonadas, Gracinha
- 2004 : Senhora do Destino, Angélica
- 2005 : Bang Bang, Mercedita
- 2006 : O Profeta, Ruth
- 2007 : Os Caras de Pau, Várias Personagens
- 2007 : Os Amadores, Marta
- 2008 : Beleza Pura, Sheila
- 2009 : Chico e Amigos, Patrícia
- 2010 : Escrito nas Estrelas, Mariana
- 2011 : Morde & Assopra, Natália
- 2012 : Amor Eterno Amor, Jacira
- 2013 : Amor à Vida, Sílvia
- 2021 : Insânia, Paula

### Cinéma
- 2003 : O Caminho das Nuvens, Sereia
- 2004 : Perigosa Obsessão, Mariana
- 2004 : Um Show de Verão, Salete
- 2011 : Cilada.com, Mônica
- 2012 : Open Road, sœur de Sonia